# Pavao Vujnovac
Pavao Vujnovac (Osijek, 1974.), hrvatski je poduzetnik.
Rodio se u Osijeku 1974. godine. Diplomirao je na Ekonomskom fakultetu u Osijeku 2005. godine. Prvi posao imao je u poduzeću PPD (Prvo plinarsko društvo) u Vukovaru, gdje radi od 2006. godine. PPD je tada bio mali regionalni distributer plina u vlasništvu njemačkog energetskog diva E.On-a. Budući, da je PPD bio u dugovima i Nijemci su željeli izaći iz tog poduzeća, Pavao Vujnovac ga je kupio i preuzeo 2010. godine. Nakon što je PPD s vremenom sklopio ugovore sa zagrebačkom Gradskom plinarom, HEP-om i kutinskom Petrokemijom te ruskim Gazpromom došlo je do brzog rasta poslovanja. PPD je bio sponzor RK Zagreba, koji se jedno vrijeme i zvao RK PPD Zagreb.
PPD je postao dio šire Enna grupe (Energia naturalis), kojoj je Vujnovac vlasnik i koja je po prihodima bila najveća kompanija u Hrvatskoj 2022. godine, a sam PPD ostvario je 32,9 milijardi kuna prihoda iste godine. Ennu grupu čine: Enna Transport (željeznički cargo prijevoz), Luka Ploče, Enna Infosense (informatika), Enna Agro (trgovina žitaricama i uljaricama), Enna Opskrba (opskrba energijom), Enna Fruit (otkup, distribucija i preradu voća i povrća) te humanitarna zaklada Novo sutra.
Vujnovac je 2016. osnovao tvrtku za trgovinu robom Erdal sa sjedištem na Malti. Aktivno sudjeluje na mađarskom, ukrajinskom, rumunjskom, hrvatskom, češkom i bugarskom tržištu.
Osobno ima oko 94 % udjela u Fortenovi (od 2022. godine je i član Uprave), najveći je dioničar u Pevexu (36,6 %) i član Nadzornog odbora, vlasnički kontrolira Luku Ploče te kutinsku Petrokemiju.
Od 1. srpnja 2023. godine, više nije predsjednik uprave Enna grupe, ali ostaje vlasnik svih tvrtki u sustavu Enna grupe i zadržava nadzorne funkcije.
O njemu je pisao američki magazin „Time” u siječanjskom broju 2019. godine.